# 대한민국 대 이란 (1996년 AFC 아시안컵)
1996년의 대한민국 대 이란은 1996년 AFC 아시안컵 8강전의 경기 중 하나였다. 1996년 12월 16일에 아랍에미리트 두바이 알막툼 스타디움에서 열린 이 경기는 일명 식스투 참사라는 이름으로도 불리며, 대한민국 축구 국가대표팀 역사상 최악의 패배로 기록된 경기들 중 하나였다.

## 경기 내용
| 대한민국                | 2 – 6 | 이란                                                         |
| ----------------------- | ----- | ------------------------------------------------------------ |
| 김도훈 11′ · 신태용 35′ |       | 바게리 31′ · 아지지 51′ · 다에이 66′, 76′, 83′, 89′ (페널티) |

## 같이 보기
- 네덜란드 대 대한민국 (1998년 FIFA 월드컵)
- 대한민국 대 알제리 (2014년 FIFA 월드컵)